# Cola lizae
Cola lizae är en malvaväxtart som beskrevs av N. Hallé. Cola lizae ingår i släktet Cola och familjen malvaväxter. Inga underarter finns listade i Catalogue of Life.